# 四海华夷总图

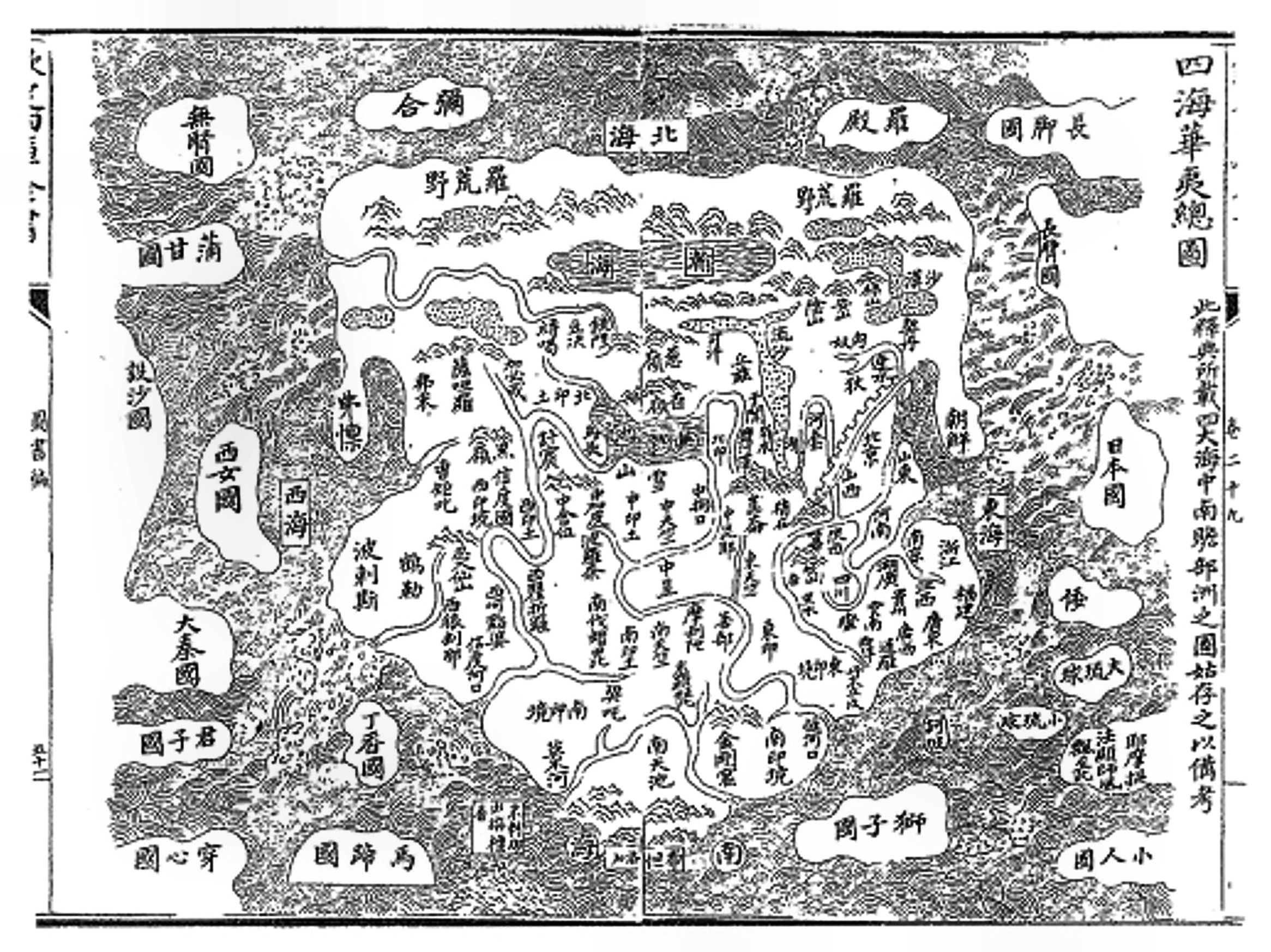
《图书编》中的四海華夷总图

《四海華夷总图》，是一幅於明代世宗嘉靖十一年（1532年）所製的基于佛教世界观的世界地圖。此图的流传版本为明代学者章潢著《图书编》中所收录，现收于四库全书及典藏於哈佛大学图书馆。

## 簡介
《四海华夷总图》以源自印度教、佛教世界观的南瞻部洲为蓝本，其大陆为方形，以青藏高原为中心，中国在东，印度在南，波斯在西，草原在北。章璜即在图右侧注释称“此释典所载四大海中南瞻部洲之图，姑存之以备考”。
《四海华夷总图》在南瞻部洲的基础上又增加了大量中国传统地理知识，如图中西侧有波剌斯（波斯帝國）、弗懔（東羅馬帝国），和大秦（罗马帝国）。图中又将天竺（印度）分为东西南北中五部，以及印度的各地名，则都是依据玄奘《大唐西域记》中对印度的记载而来。

## 参見
- 南瞻部洲
- 山海輿地全圖
- 坤輿萬國全圖
- 天下圖